# جزيرة ميانغ الصغرى
جزيرة ميانغ الصغرى وهي جزيرة من جزر إندونيسيا، وتقع في إقليم كالمنتان الشرقية.